# Казусіге Угакі

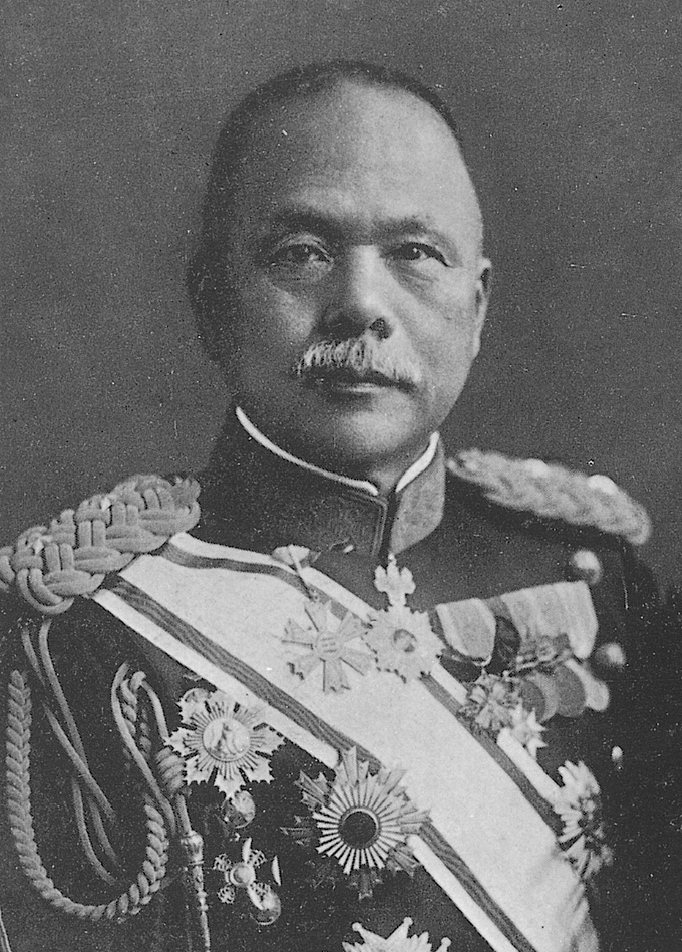
Генерал Казусіге Угакі 1929 рік

 Казусіге Угакі  (яп. 宇垣 一成, 9 серпня 1868 — 30 квітня 1956) був генералом імператорської армії Японської імперії та входив до складу кабінету міністрів Японської імперії до початку другої світової війни, він також був п'ятим директором Університету Такушоку та двічі генерал-губернатором Кореї. Він мав прізвисько «Угакі Іссей» та обіймав посаду міністра закордонних справ Японської імперії в кабінеті міністрів під керівництвом прем'єр-міністра Коное Фумімаро в 1938 році.                                                                           

## Біографія

### Військова кар'єра
Казусіге Угакі був п'ятим сином збіднілої японської фермерської родини в селі Очі, провінція Бізен (нині місто Сето, сучасна префектура Окаяма). Він був відмінним у всьому своєму навчанні та склав іспит для прийняття на роботу вчителем. У підлітковому віці він працював учителем початкової школи, потім він переїхав до столиці Японської імперії місто Токіо і зумів отримати місце в першому класі реформованої військової академії імператорської армії Японської імперії. Він закінчив її у 1891 році, посівши 11 місце серед 150 студентів. У 1900 році він закінчив вищу військову академію імператорської армії Японської імперії, зайнявши 3 місце серед 39 учнів і був нагороджений мечем за заслуги. Він став протеже японського генерала Кавакамі Сороку в чині капітана і був відправлений в статусі військового аташе до Німецької імперії, в якій перебував з 1902 по 1904 рік, а потім знову з 1906 по 1907 рік. Казусіге Угакі також був протеже японського генерала Танаки Гічі, під керівництвом якого він отримав звання полковника в 1910 році та генерал-майора в 1915 році. У 1916 році він був начальником 1-го бюро Генерального штабу Імператорської армії Японської імперії, а в 1919 році отримав звання генерал-лейтенанта. З 1919 по 1921 рік він служив комендантом «Штабного коледжу армії», а з березня 1921 по травень 1922 року став командиром японської 10-ї дивізії , що базувалася в Хімедзі. З жовтня 1923 року він став віцеміністром імператорської армії Японської імперії.

### Міністр армії та генерал-губернатор Кореї
У січні 1924 року прем'єр-міністр Японської імперії пан Кійора Кейґо призначив Казусіге Угакі міністром армії Японської імперії. Він продовжував працювати на цій посаді в кабінеті міністрів в часи прем'єрства пана Като Такаакі та першому уряді пана Рейдзіро Вакацукі до квітня 1927 року. За його призначенням стояли політичні махінації однієї з передових японських політичних партій, а саме «Асоціація друзів конституційного правління» та його наставника Танаки Гічі. Казусіге Угак намагався захистити перевагу імператорської армії Японської імперії в японській політиці, побоюючись втрати впливу через дії імператорського флоту Японської імперії, якщо США будуть визнані Японською імперією «гіпотетичним національним ворогом № 1». Плани Казусіге Угакі передбачали створення (збереження) чисельності японської армію в 50 дивізій. Одначе, попри на рішучу опозицію Казусіге Угакі, кабінет міністрів Японської імперії на чолі якого стояв прем'єр-міністр Като Такаакі продовжував свою політику скорочення бюджету (з травня 1925 року), і Казусіге Угакі був змушений ліквідувати чотири піхотні дивізії імператорської армії Японської імперії, а саме японські 13-ту дивізію, 15-ту дивізію, 17-ту дивізію та 18-ту дивізію, що призвело до звільнення приблизно 2000 японських офіцерів. Він також був змушений скоротити термін служби японських призовників у дивізіях, що залишилися, і змусити багатьох японських старших офіцерів достроково піти у відставку. Той факт, що кошти, заощаджені завдяки цій політиці, були використані для здійснення такої необхідної модернізації військового обладнання та навчання, мало вплинув на вкрай непопулярність Казусіге Угакі в японській армії, і в 1927 році Казусіге Угакі прийняв (обрав) посаду генерал-губернатора Кореї з квітня 1927 року, ніж продовжити виконувати обов'язки міністра армії Японської імперії.
Перший термін Казусіге Угакі на посаді генерал-губернатора Кореї тривав лише до грудня 1927 року.

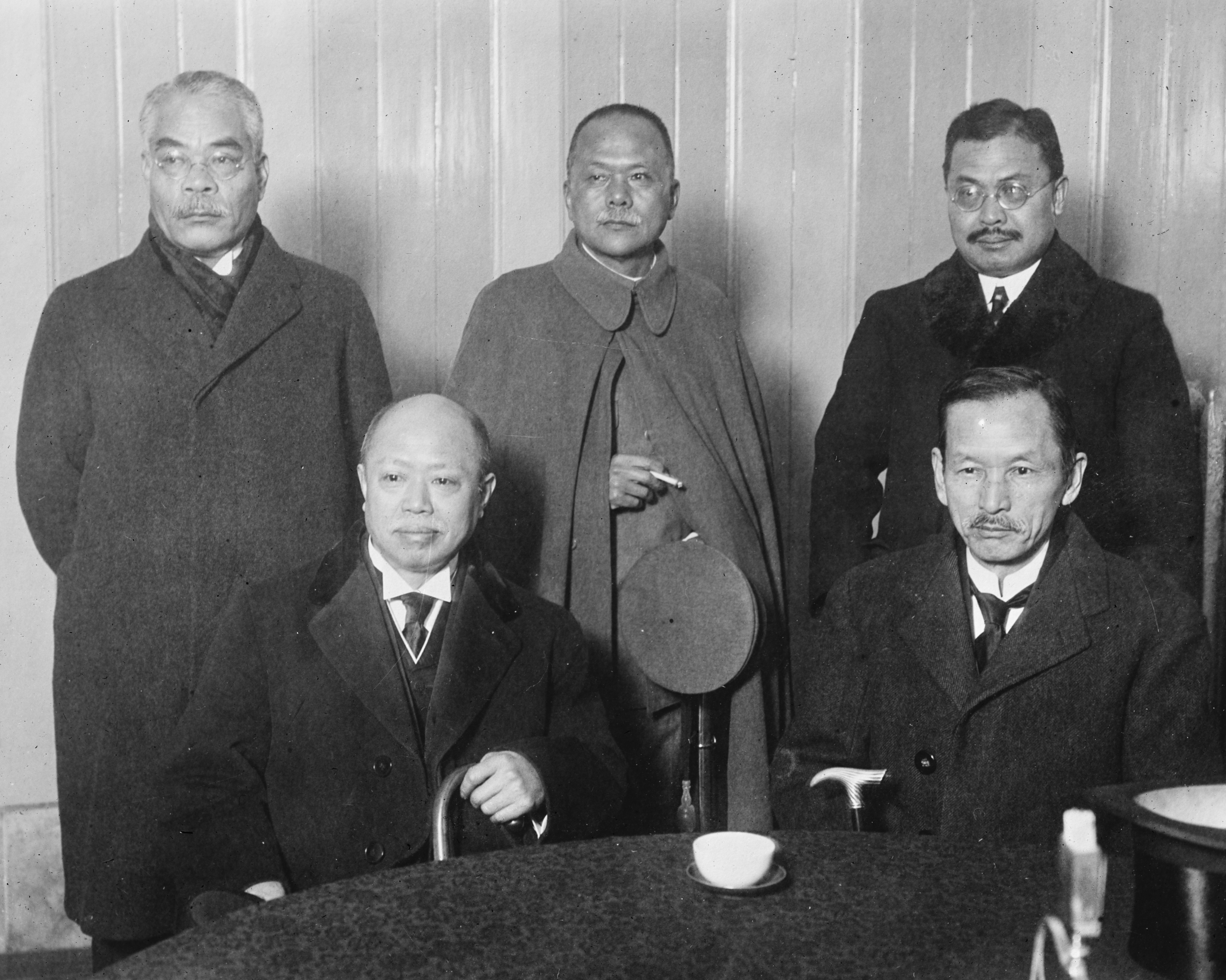
Ю. Хамагуті, Хейкіті Огава, генерал Казусіге Угакі (зліва направо), К. Шидехара (стоїть крайній праворуч), Р. Окада (сидить крайній праворуч) 19 грудня 1929 р.

У 1929 році Казусіге Угакі отримав військове звання генерала. Під прем'єр-міністром Хамаґуті Осаті він погодився повернутися на посаду міністра армії Японської імперії в липні 1929 року. Проте провал економічної політики прем'єр-міністра Хамаґуті Осаті після початку Великої депресії в США, та його поштовх до демілітаризації за допомогою Лондонського військово-морського договору 1930 року розлютили японських правих  ультранаціоналістів. У 1931 році, хоча Казусіге Угакі відмовився співпрацювати з ними, він також не зміг покарати повстанців, відповідальних за «березневий інцидент», спробу державного перевороту вчиненого молодими офіцерами японської правої організації «Сакуракаї», які прагнули зробити його прем'єр-міністром. Втративши підтримку своїх товаришів по службі, Казусіге Угакі пішов у відставку у квітні 1931 року і знову прийняв посаду генерал-губернатора Кореї.
Під час свого другого періоду в Кореї, з червня 1931 по серпень 1936, пан Казусіге Угакі  докладав зосереджених зусиль для розбудови промислової бази на Корейському півострові, особливо в галузях важкої промисловості та боєприпасів, які, на його думку, будуть неоціненними у майбутній війні з Республікою Китай, який він вважав неминучим у найближчому майбутньому. Він також пропагував (запроваджував) політику примирення на Корейському півострові, яка різко відрізнялася від більш репресивних режимів які були запроваджені на території окупованої Кореї до та після його правління.

### Майже прем'єр-міністр Японської імперії
Відкликаний до Японської імперії після падіння уряду Японської імперії на чолі якого стояв прем'єр-міністр Хіроти Кокі, Казусіге Угакі  був призначений прем’єр-міністром Японської імперії у лютому 1937 року, але не зміг сформувати кабінет через сильну опозицію з боку його політичних ворогів в імператорській армії Японської імперії. Пан Сай'ондзі Кіммоті високо оцінював пана Казусіге Угакі, вважалося, що він дотримується поміркованої зовнішньої політики та виступає проти фашистських тенденцій які споглядались в імператорській армії Японської імперії. Ситуація в Японській імперії стала вкрай нестабільною із посиленням міжнародної ізоляції Японської імперії після її виходу з Ліги Націй, відсутністю відновлення економіки та зростанням недовіри до японських політиків через постійні корупційні скандали та терористичні атаки, здійснені елементами самої імператорської армії Японської імперії. Після інциденту 26 лютого 1936 року японські військові домоглися відновлення вимоги, згідно з якою міністри армії та флоту Японської імперії повинні обиратися лише з-поміж чинних офіцерів, що проходили дійсну службу. Казусіге Угакі, попри на те, що він був призначений на посаду прем’єр-міністра Японської імперії (і власне він був японським генералом у відставці) залишався персоною нон грата для армійського керівництва протягом його попередніх термінів на посаді міністра армії Японської імперії та через «березневий інцидент», а також його передбачувані зв’язки з японським бізнесом олігархією відомою під назвою «дзайбацу» протягом корейської програми індустріалізації, тому вони відмовилися надати йому посаду міністра армії Японської імперії. Як наслідок, хоча Казусіге Угакі був офіційно призначений на посаду очільника уряду Японської імперії, він так ніколи й не зміг обійняти цю посаду. Потім посаду прем’єр-міністра отримав Хаясі Сендзіро, ще один колишній генерал і член японської військової фракції «Тосейха».
Здатність імператорської армії Японської імперії контролювати формування уряду Японської імперії шляхом відмови від призначення свого міністра в кабінету була приголомшливим ударом по еволюції парламентського правління та демократії в Японській імперії та, безсумнівно, вирішальним чинником військової переваги над цивільною владою до і після та під час Другої світової війни.

### Подальша кар'єра
У травні 1938 року Казусіге Угакі  прийняв посаду міністра закордонних справ Японської імперії під час першого прем'єрства Коное Фумімаро, одночасно обіймаючи портфель міністра у справах колоній, але подав у відставку лише через чотири місяці після свого призначення. В майбутньому Коное Фумімаро звернувся до Казусіге Угакі з проханням про допомогу в переговорах щодо мирного врегулювання з Республікою Китай після інциденту на мосту Марко Поло, щоб уникнути повномасштабної війни. Казусіге Угакі  заручився допомогою британських і американських послів, щоб розпочати прямі переговори з очільником уряду Республіки Китай прем'єр-міністром Кун Сянсі; однак його зусилля були швидко підірвані діями імператорської армії Японської імперії, яка тиснула на японського прем'єр-міністра Коное Фумімаро, щоб військові, а не цивільні військові відповідали за всі переговори. Прем'єр-міністр Коное Фумімаро коливався між позиціями й врешті став на бік японських військових, а Казусіге Угакі пішов у відставку на знак протесту.
У 1944 році Казусіге Угакі залишив японську політику та прийняв посаду президента японського Університету Такушоку, яку він обіймав до кінця воєнних років. Він був центром руху, який підтримував швидке завершення Другої світової війни, і з 1943 року брав активну участь у спробах усунути японського прем'єр-міністра Тодзьо Хідекі з посади.
Після Другої світової війни разом з усіма колишніми членами японського уряду Казусіге Угакі був звільнений з державної служби та заарештований американською окупаційною владою яка встановила контроль над Японією. Однак його ніколи не звинувачували у воєнних злочинах, і незабаром він був звільнений.
У 1953 році Казусіге Угакі балотувався на державну посаду за національним списком і був обраний до Палати радників Японії післявоєнного парламенту Японії переважною більшістю голосів. Казусіге Угакі помер у 1956 році на своїй літній віллі в Ізунокуні, в префектурі Сідзуока .

## Нагороди та відзнаки
- 1902 – Орден Священної Скарбниці 5 ступеня [4]
- 1906 – Орден Золотого змія 4 ст
- 1915 – Орден Східного сонця 4 ступеня [5]
- 1918 – Орден Священної Скарбниці ІІІ ступеня [6]
- 1920 –Орден Східного Сонця 2 ступеня [7]
- 1924 –Великий Кордон Ордена Священного Скарбу
- 1927 –Великий Кордон Ордена Висхідного Сонця

## Зовнішні посилання
- National Diet Library. Ugaki Kazushige. Portraits of Modern Historical Figures.
- National Diet Library. Japanese Times on Ugaki's bid for Prime Minister.
- Wendel, Marcus. Governor-General of Korea. Axis History Database.
- Newspaper clippings about Kazushige Ugaki in the 20th Century Press Archives of the ZBW